# Kristiane Konstantin-Hansen
Kristiane Konstantin-Hansen, også stavet Christiane Constantin Hansen, (født 16. september 1848, død 13. juli 1925) var en dansk væver, tekstilkunstner og forhandler, der var specialiseret i broderi. Hun var datter af den berømte maler Constantin Hansen. Sammen med datteren af en anden dansk guldalderperson åbnede hun en brodeributik i det centrale København i 1873. Forretningen blev voldsomt succesfuld over de næste 30 år, og den tiltrak kunstnere fra enkeltpersoner til kirker og skoler, og den fik internationale priser. Forretningen lukkede i 1903 og gjorde det muligt for Konstantin-Hansen og hendes kollega Johanne Bindesbøll at skabe store gobeliner til Frederiksborg Slot. Konstantin-Hansen var også aktiv feminist.